# Aobōzu

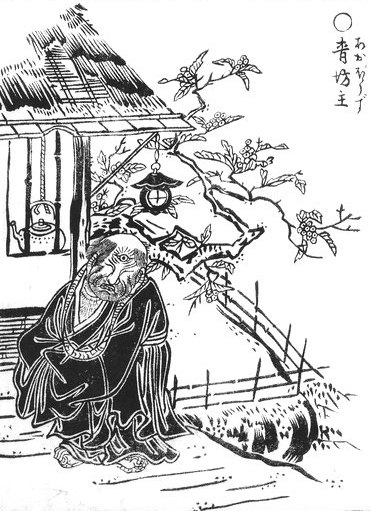
Illustration de laobōzu par Toriyama Sekien.

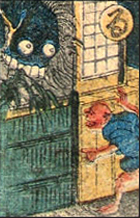
Carte du jeu japonais Obake Karuta représentant laobōzu.

Aobōzu (藍坊主), signifiant littéralement "bonze bleu", est un démon du folklore japonais.

## Description
Ce yôkai apparait généralement sous la forme d'un moine bleu, avec un grand œil au milieu du front,.
Dans certaines régions, comme la préfecture d'Okayama, il a deux yeux et vit dans des maisons abandonnées.
Cet esprit enlève des enfants, notamment ceux qui courent et jouent dans les champs durant les soirées. 
La légende peut cependant varier selon la région, notamment dans la préfecture de Yamaguchi, où il est considéré comme une divinité mineure.